# لحم الفيل

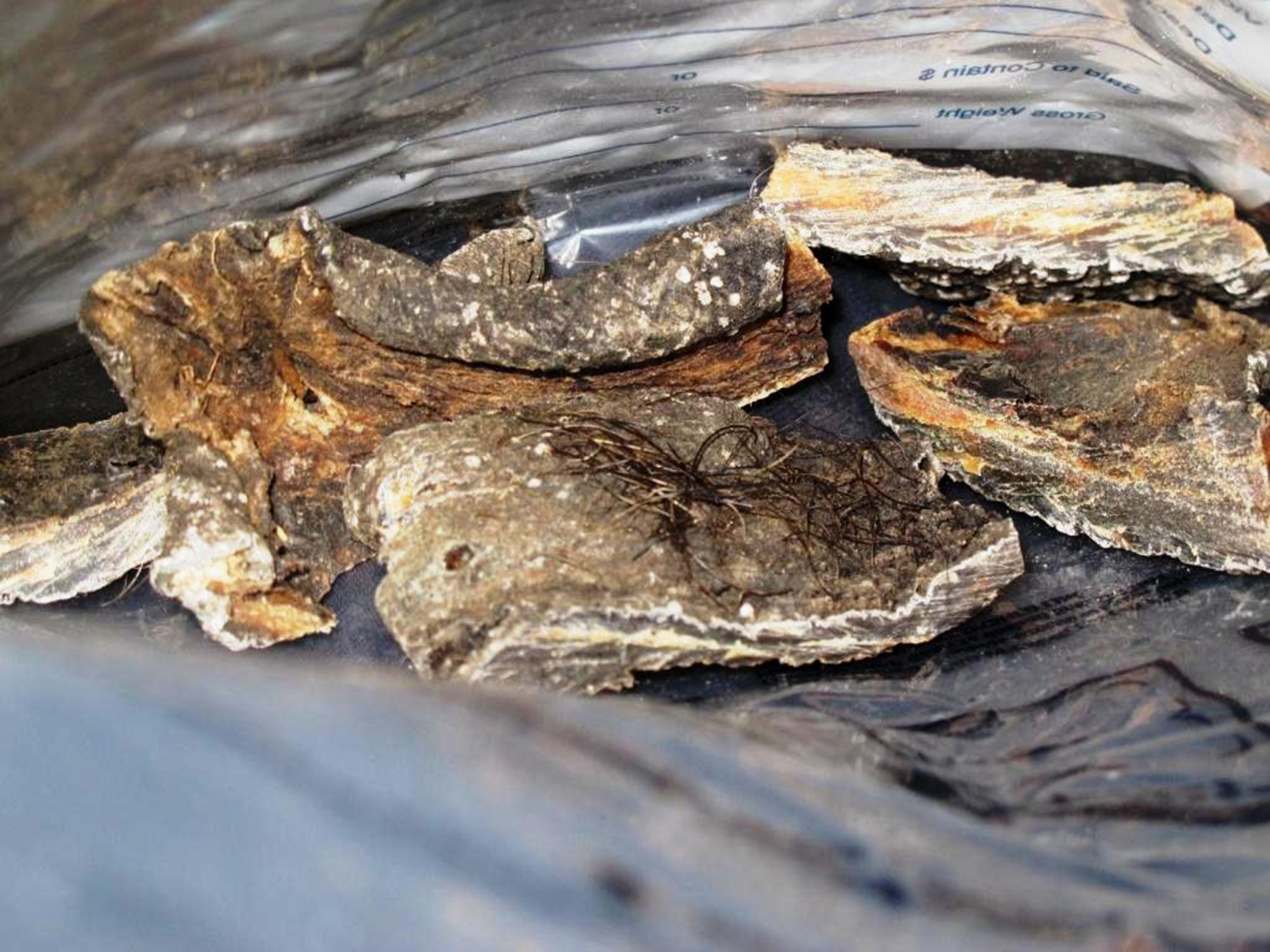
مصادرة لحوم الأفيال من قبل ضباط الجمارك وحماية الحدود الأمريكية

لحم الفيل هو لحم الأفيال وأجزاء أخرى صالحة للأكل.

## تاريخ
من المحتمل أن يكون لحم الفيل مصدر غذاء للإنسان طوال فترة تعايش الأنواع. مع بداية العصر الحجري القديم الأوسط, حوالي 120.000 قبل الميلاد, كانت المجتمعات الأفريقية صيادين وجامعين بارعين في استغلال قطعان الأفيال من أجل لحومهم.
تم اكتشاف عينة من الفيل المنقرض الآن في وادي إبسفليت بالقرب من سوانسكومب. تم العثور على الهيكل العظمي الذي يبلغ عمره 400.000 عام مع أدوات صوان متناثرة حوله, مما يشير إلى أن الفيل قد تم تقطيعه من قبل قبيلة من البشر الأوائل الموجودين في ذلك الوقت, والمعروفة باسم إنسان هايدلبيرغ.

## العصور الحديثة
اليوم, يتم اصطياد جميع أنواع الأفيال خصيصًا من أجل لحومها. يحدث هذا بشكل خاص في الكاميرون وجمهورية إفريقيا الوسطى وجمهورية الكونغو وجمهورية الكونغو الديمقراطية. أثناء عمليات صيد العاج من قبل الصيادين, يمكن أن يؤخذ اللحم كمنتج ثانوي لبيعه في نهاية المطاف, أو لإطعام فريق الصيد. اعتبارًا من 2007 , أعرب خبراء الحياة البرية عن مخاوفهم من أن التهديد الرئيسي للفيلة قد يتمثل في الطلب على اللحوم بدلاً من تجارة العاج. تقوم منظمات مثل الصندوق العالمي للطبيعة وترافيك بحملات لتقليل مستويات الاستهلاك لأن هذا, جنبًا إلى جنب مع تجارة العاج, يؤدي إلى مقتل ما يصل إلى 55 فردًا يوميًا.

### الاستهلاك خلال رحلة نهر زامبيزي
يصف المستكشف والمستعمر الاسكتلندي ديفيد ليفينغستون كيف أكل فيلًا أثناء رحلة نهر زامبيزي في رسالة عام 1861 إلى اللورد بالمرستون. كتب "عندما قتلنا فيلًا من أجل الطعام, وقف بقية القطيع على بعد ميل لمدة يومين".

### الاستهلاك خلال حصار باريس 1870

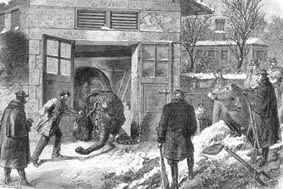
قتل واحد من اثنين من الفيلة يُدعى كاستور وبولوكس بسبب اللحوم في حديقة الحيوانات Jardin des Plantes في باريس أثناء حصار باريس عام 1870

أثناء حصار باريس عام 1870, تم استهلاك لحم الأفيال بسبب النقص الحاد في الطعام. جنبا إلى جنب مع الحيوانات الأخرى في حديقة الحيوانات Jardin des Plantes في باريس, قُتل وأكل كل من Castor و Pollux. تشير الروايات المعاصرة إلى أن لحم الأفيال لم يروق للرواد الباريسيين. 

### يطلب

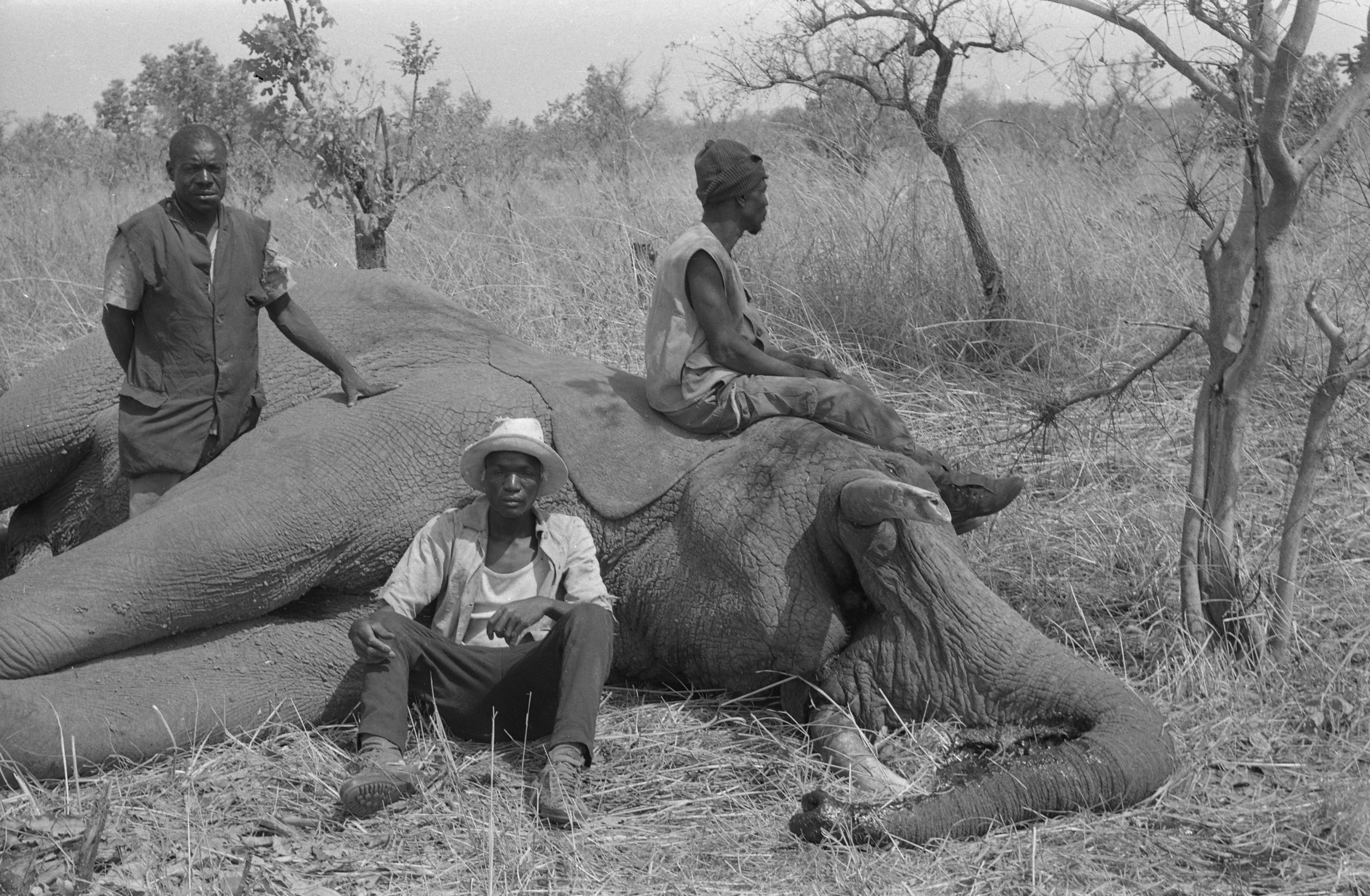
مجموعة من مرشدي الصيد المحليين أثناء مطاردة الأفيال في عام 1970 بعد قتلهم

كشف تحقيق في تجارة لحوم الأفيال أن الطلب على اللحوم في أربعة بلدان وسط إفريقيا أعلى من المعروض. في المدن, تعتبر اللحوم مرموقة, وعلى هذا النحو, تكلف شرائها أكثر من معظم اللحوم الأخرى. هذا بمثابة حافز للصيادين لمطاردة الأفيال من أجل لحومهم وكذلك أنيابهم. حافز آخر يأتي من "القادة". هؤلاء هم أفراد لديهم ثروة, وعادة ما يكون لديهم نفوذ في الجيش أو الحكومة أو عالم الأعمال, ومن المعروف أنهم يمولون صيد الأفيال. إنهم يوفرون المال والمعدات وكذلك الأسلحة. هدفهم الرئيسي هو الحصول على العاج في المقابل, والذي يبيعونه.
أولئك الذين يعملون في معسكرات قطع الأشجار يوفرون الطلب المحلي على لحوم الأفيال. إن إنشاء طرق قطع الأشجار المرتبطة بها يسهل الوصول من المناطق التي كانت في السابق بعيدة إلى المواقع التي يمكن بيع اللحوم فيها.
يبلغ حجم أفيال الغابات في إفريقيا عادة ما بين 5000 إلى 6000 رطل. في حين يمكن بيع العاج بحوالي 180 دولارًا (في عام 2007), يمكن للصياد بيع اللحم (حوالي 1000 رطل) مقابل ما يصل إلى 6000 دولار. خلال هذا الوقت, كان الأفارقة الذين يعيشون في حوض الكونغو يكسبون ما معدله دولار واحد في اليوم.
في عام 2007, تم بيع لحم الأفيال في أسواق بانغي (جمهورية إفريقيا الوسطى) بسعر 5.45 دولار للرطل. كان هذا في نفس الوقت الذي يمكن فيه للصيادين بيع العاج مقابل 13.60 دولار للرطل. كان يتم نقل اللحوم وبيعها عبر حدود جمهورية إفريقيا الوسطى وجمهورية الكونغو الديمقراطية. على الرغم من كونها غير قانونية وفقًا للقانون الدولي, فقد جمعت الحكومتان الضرائب على المعاملات.
في عام 2012, أعرب مسؤولو الحياة البرية في تايلاند عن قلقهم من أن طعمًا جديدًا لاستهلاك لحوم الأفيال قد يشكل خطرًا على بقائهم. تم تنبيههم بالمشكلة عندما اكتشفوا ذبح فيلين في حديقة وطنية. صرح المدير العام لوكالة الحياة البرية في تايلاند أن بعض اللحوم أكلت نيئة.

## الحفظ
قد يتم تفحم اللحم من الخارج وتدخينه في مكان قتل الفيل, وذلك لحفظه أثناء نقله إلى مناطق مأهولة للبيع.

## إحصائيات
تم تجميع استخدام اللحوم وتقديرات الأرباح في الكاميرون وجمهورية إفريقيا الوسطى وجمهورية الكونغو وجمهورية الكونغو الديمقراطية على النحو التالي بواسطة دانيال ستيلز في كتابه تجارة لحوم الفيل لعام 2011 في وسط إفريقيا: تقرير موجز:

### استغلال
استخدام لحم الفيل المذكر المقتول:
| دولة                        | اللحوم الطازجة المستهلكةبواسطة الصيادين / المشتركة | اللحوم المدخنةالاستخدام الشخصي / المشترك | بيع اللحوم الطازجة | تباع اللحوم المدخنة     | تقتل عندما لاتؤخذ اللحوم |
| --------------------------- | -------------------------------------------------- | ---------------------------------------- | ------------------ | ----------------------- | ------------------------ |
| الكاميرون                   | 0-12٪ (2.3٪)                                       | 0-40٪ (10٪, أو ~ 100 كجم)                | 0٪                 | 0-60٪ (8٪, أو ~ 80 كجم) | 5 (45٪)                  |
| جمهورية افريقيا الوسطى      | 2-5٪ (3.5٪)                                        | 0–165 كجم (85 كجم)                       | 0٪                 | 0-630 كجم (260 كجم)     | 1 (13٪)                  |
| جمهورية الكونغو             | ~ 1٪                                               | 0-10 كجم (6 كجم)                         | 0٪                 | 10-300 كجم (100 كجم)    | 0                        |
| جمهورية الكونغو الديمقراطية | ~ 1٪                                               | 0-315 كجم (82 كجم)                       | 0٪                 | 0-1000 كجم (279 كجم)    | 1 (14٪)                  |
| متوسط المدى                 | 1–3.5٪                                             | 6 - 100 كجم                              | 0٪                 | 80 - 279 كجم            | 0-5 (0-45٪)              |

### الأرباح المحتملة
تقديرات الأرباح المحتملة من لحوم الأفيال (المدخنة) التي تم الإبلاغ عنها على أنها مباعة:
| دولة                        | المدى بالكيلو جرام | السعر للكيلو جرام (دولار أمريكي) | إجمالي الأرباح (بالدولار الأمريكي) |
| --------------------------- | ------------------ | -------------------------------- | ---------------------------------- |
| الكاميرون                   | 0-600 *            | 2 دولار                          | 0 دولار إلى 1200 دولار             |
| جمهورية افريقيا الوسطى      | من 0 إلى 630       | 2 دولار إلى 3.33 دولار           | من 0 إلى 2098 دولارًا أمريكيًا       |
| جمهورية الكونغو             | من 10 إلى 300      | 2.40 دولار إلى 3 دولارات         | من 24 دولارًا إلى 900 دولار         |
| جمهورية الكونغو الديمقراطية | من 0 إلى 1،000     | 1 دولار إلى 5.55 دولار           | 0 دولار إلى 5550 دولار             |

* 60٪ من الذبيحة. انظر جدول الاستخدام أعلاه, العمود "بيع اللحوم المدخنة" تبدأ النطاقات من الصفر لأن ليس كل صائدي الأفيال يأخذون اللحم ؛ ومع ذلك, في عينة جمهورية الكونغو, أدت جميع حالات القتل المبلغ عنها إلى أخذ بعض اللحوم على الأقل.

## الممارسات الثقافية والدينية
تنص الأسفار الأسامية على أنواع مختلفة من اللحوم, بما في ذلك لحوم الفيل, للتعافي من المرض وللحفاظ على صحة جيدة. لكن الرهبان البوذيين ممنوعون من أكل لحوم الأفيال. كما يتجنب الهندوس بشكل صارم أي اتصال بلحوم الأفيال نظرًا لأهمية الإله غانيشا الذي يعبد على نطاق واسع من قبل الهندوس.
كما تحظر قوانين التغذية اليهودية لحم الأفيال لأنها لا تحتوي على حوافر مشقوقة وليست مجترات. حكم بعض علماء الشريعة الإسلامية بمنع أكل الفيلة على المسلمين لأن الأفيال تندرج تحت فئة الحيوانات ذات الأنياب أو المفترسة المحظورة.